# Ian Eastwood
Ian Anthony Eastwood (Chicago, Illinois, 16 d'abril de 1993) és un coreògraf estatunidenc.
Des de ben petit, ha estat un noi que ha estat enganxat en el món de la música i el ball. Va començar a ballar quan tenia 10 anys, més tard, després de graduar-se de la carrera de ball, se'n va anar a Hollywood. Posteriorment, se'n va anar a Los Angeles i va ser membre d'un grup de hip-hop anomenat Mos Wanted Crew.